# Goulds violetoorkolibrie
Goulds violetoorkolibrie of gewone violetoorkolibrie (Colibri coruscans) behoort tot de familie van kolibries (Trochilidae).

## Kenmerken
Deze kolibriesoort wordt in totaal 12 tot 13,5 centimeter lang. De kleur is iriserend groen. Buik, kin, keel en oorstreek zijn purperblauw glanzend. De snavel en poten zijn zwart, de ogen donkerbruinzwart.

## Leefwijze
Zoals voor de meeste kolibries geldt, is ook deze kolibrie overdag zeer actief met het zoeken en verzamelen van voedsel. Goulds violetoorkolibrie eet in hoofdzaak nectar, maar pikt ook geregeld insecten uit de lucht. Deze kolibriesoort is een territoriumvormende soort en wordt alleen of in paren aangetroffen.

## Voortplanting
Er worden 2 eitjes gelegd, die door beide ouders worden bebroed. Na ongeveer 16 dagen komen de eitjes uit.

## Verspreiding en leefgebied
Goulds violetoorkolibries komen voor in Zuid-Amerika, in een strook die loopt van Venezuela zuidwaarts via Bolivia tot in het noorden van Argentinië.
De soort telt twee ondersoorten:
- C. c. coruscans: van noordwestelijk Venezuela en Colombia tot noordwestelijk Argentinië.
- C. c. germanus: zuidelijk en zuidoostelijk Venezuela, Guyana en noordelijk Brazilië.